# Andrzej Perepeczko
Andrzej Wincenty Perepeczko (ur. 5 czerwca 1930 we Lwowie, zm. 9 listopada 2023 w Gdańsku) – polski marynarz, pisarz i publicysta, oficer floty handlowej, wieloletni wykładowca w Wyższej Szkole Morskiej w Gdyni.

## Rodzina
Rodzina Perepeczków to gałąź rodziny Brałkowskich herbu Nowina. Przodek pisarza wziął czynny udział w powstaniu listopadowym, za co został później skazany na śmierć przez powieszenie. Rodzinny majątek (Brałkowszczyzna) w ramach przeprowadzanych przez władze rosyjskie po powstaniu represji został skonfiskowany. Syn powstańca – Florian Brałkowski został siłą wcielony do wojska i dla zrusyfikowania zmieniono mu nazwisko na Perepeczko; po 25 latach służby wojskowej osiadł on na Wileńszczyźnie (w okolicach Oszmiany).
Ojciec Andrzeja Perepeczki, Florian Perepeczko, był porucznikiem Wojska Polskiego, 6. Dywizjonu Samochodowego we Lwowie. Urodzony w Jekaterinodarze, w wieku 16 lat trafił do oddziałów generała Żeligowskiego. W wojnie polsko-bolszewickiej walczył w szeregach 14. Pułku Ułanów. Ukończył oficerską szkołę kawalerii w Grudziądzu.
Jest spokrewniony z rodziną aktora Marka Perepeczki (w czasie okupacji Andrzej Perepeczko mieszkał u ojca Marka Perepeczki).

## Życiorys
Urodził się 5 czerwca 1930 roku we Lwowie, w rodzinie Floriana (1903–1990) i Wilhelminy z Tabęckich (1908–1991). Naukę szkolną rozpoczął w 1936 roku w Szkole Rodziny Wojskowej, kolejne klasy ukończył w szkole imienia Józefa Piłsudskiego.
Wybuch II wojny światowej zastał rodzinę Perepeczków na wakacjach na Huculszczyźnie w leśniczówce Szybene, niedaleko ówczesnej granicy polsko-węgierskiej, skąd najpierw ewakuowano ich przez Lwów i Warszawę do Modlina, a następnie do wsi Luszawa nad Wieprzem (niedaleko Kocka). Andrzej Perepeczko pod koniec wojny został członkiem Szarych Szeregów. Po powstaniu warszawskim znalazł się w Stobiecku Szlacheckim pod Radomskiem, gdzie zastał go koniec okupacji niemieckiej. W Radomsku uczęszczał do gimnazjum, jednak po udanym zamachu, którego dokonano na życie dyrektora szkoły, będącego jednocześnie członkiem sądów doraźnych, postanowił wyjechać do Gdańska w obawie przed ewentualną odpowiedzialnością za swoje oficerskie pochodzenie.
W Gdańsku ukończył Liceum Budowy Okrętów („Conradinum”); po drugim roku nauki w tej szkole (13 września 1948 roku) dostał się w ramach praktyki zawodowej na statek. Następnie ukończył Wydział Mechaniczny Państwowej Szkoły Morskiej w Gdyni i Politechniki Gdańskiej. W latach 1950–1953 pracował w okrętowej służbie mechanicznej, awansując od palacza do mechanika wachtowego.
Ze względów politycznych został pozbawiony prawa pływania na statkach i wysiedlony z Wybrzeża. W 1953 roku w ramach służby wojskowej został wcielony do stacjonującego w Oświęcimiu 1. Batalionu Pracy i skierowany jako żołnierz do przymusowej pracy w kopalni węgla kamiennego. Nałożono również na niego zakaz pływania, który zdjęto dopiero po odwilży na przełomie lat 1956 i 1957.
Od roku 1962 był wykładowcą w Państwowej Szkole Morskiej w Gdyni (później Wyższa Szkoła Morska). W 1987 roku uzyskał dyplom morski oficera mechanika I klasy. Od 1988 był profesorem WSM. W latach 1991–1994 pełnił funkcję dziekana Wydziału Mechanicznego tej uczelni. Od roku 1994 przebywał na emeryturze. Już na emeryturze, w 2000, obronił pracę doktorską z historii na Uniwersytecie Gdańskim.
Debiutował anonimowo pod pseudonimem „Absolwent” w konkursie na powieść, ogłoszonym przez Wydawnictwo Morskie w październiku 1956 roku. Książka nosiła tytuł Kurs na świt. Nawiązywał on do nieoficjalnego „hymnu” Wydziału Mechanicznego Państwowej Szkoły Morskiej. Publikował również na łamach pisma „Morze” jako prozaik. 
Autor szeregu książek, m.in. dla dzieci i młodzieży; dużą popularność zyskał cykl, w którym głównym bohaterem jest chłopiec o przezwisku Dzika Mrówka.
Zmarł w Gdańsku, pochowany 16 listopada 2023 na cmentarzu Srebrzysko (rejon VIII kwatera VI-6-17).

## Twórczość

### Powieści i opowiadania
- Kurs na świt (Wydawnictwo Morskie 1966)[3]
- Opowieści z mesy (Wydawnictwo Morskie 1967, 1972)[3]
- Listy z morza (Wydawnictwo Morskie 1968)[3]
- Z obu stron... (Wydawnictwo Morskie 1969)[3]
- Chłopcy z Morskiej Szkoły (Wydawnictwo Morskie 1974)[3]
- Dzika Mrówka i tam-tamy (Wydawnictwo Morskie 1977, 1982, Wydawnictwo Cypniew 1996, Fundacja Rozwoju WSM 2003)[3][5]
- Drugi (Wydawnictwo Poznańskie 1981)[3]
- Dzika Mrówka pod żaglami (Wydawnictwo Morskie 1981, Wydawnictwo Cypniew 1996)[3]
- Oni dwaj przez cały ten rejs (KAW 1983)[8][3]
- Podwodny świat Dzikiej Mrówki (Wydawnictwo Morskie 1983[9], 1984[9], Book House 2009)[3]
- Wojtek Warszawiak (MAW 1984)[10][3]
- Dzika Mrówka i Jezioro Złotego Lodu (Wydawnictwo Morskie 1986)[11][3]
- Dzika Mrówka i tajemnica U-2002 (Wydawnictwo Morskie 1987)[12][3]
- Pana Jędrusia wyprawa po zielone runo (Wydawnictwo Morskie 1989)[13]
- Pięciu z szalupy nr 3 (Graf 1991)[14]
- Skarb Jantarowego Szlaku (Fundacja Rozwoju WSM 2002)[5]
- Z błękitów mórz w mrok kopalni (AJ-Press, 2005, 2006)[5]
- Opowieści mórz popołudniowych (2008)[15]
- Dzika Mrówka i wenecki Doża Dandolo (2014, wydawnictwo Siesta DeLibro, ISBN 978-83-939721-0-4)
- Dzika Mrówka na kurierskim szlaku (2015, wyd. Literatura, ISBN 978-83-7672-388-4)
- Dzika Mrówka i tajemnice gdańskiego wybrzeża (2017, wyd. Bernardinum, ISBN 978-83-7823-869-0)

### Reportaże i szkice historyczne
- broszury w cyklu Miniatury Morskie (Wydawnictwo Morskie w latach 1960-1974, Wydawnictwo VIK w latach 2007-2008)[3]

- Bój o Atlantyk (Wydawnictwo Morskie 1972, seria „Wojny Morskie”)[3]
- Wojna za kręgiem polarnym (Wydawnictwo Morskie 1973, seria „Wojny Morskie”)[3]
- Biała fregata. Kronika „Daru Pomorza” 1929–1972 (Wydawnictwo Morskie 1974, Wydawnictwo Wyższej Szkoły Morskiej 1994)[3]
- O panowanie na Morzu Śródziemnym (Wydawnictwo Morskie 1974, seria „Wojny Morskie)[3]
- Komandosi w akcji (Wydawnictwo Morskie 1978, 1982)[3]
- Od Mers el-Kebir do Tulonu (Wydawnictwo Morskie 1979, seria „Wojny Morskie”)[3]
- Coronel i Falklandy (Wydawnictwo Morskie 1990, seria „Wojny Morskie”)[16]; wydanie 2 pt. Triumf i klęska admirała von Spee (Wyd. Lampart 1996)[3]
- Szkoła Morska. Tczew - Gdynia 1920–1969 (Wydawnictwo Wyższej Szkoły Morskiej 1992)[3]
- Bitwa u ujścia Rio de la Plata (Wyd. Lampart 1994)[17][3]
- Podwodni komandosi (Oskar 1994)[3]
- „Dar Młodzieży” (Wydawnictwo Wyższej Szkoły Morskiej 1995)[3]
- Morze Śródziemne w ogniu (Wyd. Lampart 1995)[18][3]
- Wyższa Szkoła Morska w Gdyni. Kronika lat 1969–1994 (Wydawnictwo Wyższej Szkoły Morskiej 1995)[3]
- Konie trojańskie III Rzeszy (Wyd. Lampart 1996)[3]
- Victoria Cross kapitana Roope’a (Wydawnictwo Cypniew 1997)[3]
- Wojna samotnych krążowników (Wyd. Lampart 1997)[3]
- Burza nad Atlantykiem. Tomy 1-4 (Wydawnictwo Lampart 1999, 2000, 2002, 2002)[5]
- U-booty pierwszej wojny światowej (Wydawnictwo Lampart 2000). Rozprawa doktorska[5]
- Komandosi głębin: miniaturowe okręty podwodne i żywe torpedy w akcji (AJ-Press 2001)[5]
- U-booty II wojny światowej (2012, Instytut wydawniczy Erica ISBN 978-83-62329-41-0)
- Niemieckie ciężkie krążowniki typu „Admiral Hipper”. Cz. 1–3 (AJ-Press, 2003, 2004, 2004)[19][20][5]
- Brytyjskie krążowniki linowe typu „Renown” i „Repulse” (Magnum 2004)[5]
- Brytyjskie lotniskowce typu „Illustrious” (Magnum 2005)[5]

- Włoskie pancerniki typu „Vittorio Veneto” (Magnum 2005)[5]
- Groźne bliźniaki (Wyd. VIK 2007, z serii „Miniatury Morskie”)[21]

Ponadto podręczniki akademickie i skrypty dotyczące urządzeń okrętowych.

## Nagrody i wyróżnienia
- Nagroda im. Mariusza Zaruskiego (1970)
- Medal Księcia Mściwoja II (2002)[22]
- Nagroda Prezydenta Miasta Gdańska w Dziedzinie Kultury z okazji jubileuszu 50-lecia debiutu literackiego (2010)[23]
- Nagroda Prezydenta Miasta Gdańska w Dziedzinie Kultury za liczne publikacje naukowe i beletrystyczne, za stworzenie Dzikiej Mrówki, za poczucie humoru oraz z okazji jubileuszu 60-lecia twórczości i 85. urodzin (2015)[23]